# Simone Farina
Simone Farina (* 18. April 1982 in Rom) ist ein ehemaliger italienischer Fußballspieler, der auf der Position eines Außenverteidigers zum Einsatz kam.

## Karriere

### Vereine
Farina stammte aus der Jugendabteilung des AS Rom. In der Saison 2001–2002 stand er im Kader von Catania Calcio in der Serie C1, bestritt jedoch lediglich zwei Spiele für die Sizilianer. 2002 wurde er zum Verein AS Cittadella transferiert, für den er zwei Saisonen lang in der Serie C1 unregelmäßig im Einsatz war. 2004 wechselte er zu AS Gualdo Calcio in die Serie C2. Nach 56 Spielen in zwei Saisonen verließ er den Club und war in der Saison 2006–2007 in derselben Liga für Celano FC Marsica aktiv. Seit 2007 spielte er für AS Gubbio 1910. Mit dem Verein gelangen ihm zwei Aufstiege, so dass Gubbio zur Saison 2011–2012 in der Serie B antreten konnte. Im Sommer 2012 beendete Farina seine Karriere.

### Nationalmannschaft
Farina wurde 1998 dreimal zur italienischen U-15-Nationalmannschaft einberufen, für die er zwei Spiele absolvierte.
2011 wurde im Zuge eines Wettskandals in Italien bekannt, dass Farina das Angebot ablehnte, ein Spiel seiner Mannschaft zu manipulieren und dafür 200.000 € zu erhalten – mehr als das doppelte seines Jahresgehalts. Stattdessen erstattete der Fußballspieler Anzeige. In der Folge erhielt Farina als Auszeichnung für seinen Mut durch Cesare Prandelli eine Einladung zu einem Training der Nationalmannschaft.